# فيليب لام
فيليب لام (بالألمانية: Philipp Lahm) (مواليد (11 نوفمبر 1983 في ميونخ، ألمانيا) هو لاعب كرة قدم ألماني سابق، لعب مع نادي بايرن ميونخ الألماني ومنتخب ألمانيا لكرة القدم، وشارك في كأس الأمم الأوروبية لكرة القدم 2004، وقد شارك في كأس العالم لكرة القدم 2006 حيث كان صاحب أول هدف في البطولة، ولعب أيضا في كأس الأمم الأوروبية لكرة القدم 2008. قاد لام المنتخب الألماني إلى المركز الثالث في كأس العالم لكرة القدم 2010 بعد أن تسلم عصبة الكابتن من مايكل بالاك الذي أصيب بقدمه خلال نهائي كأس إنجلترا ضد بورتسموث في ال15. مايو 2010. ومن ثم قاده مرة أخرى إلى الفوز ب كأس العالم لكرة القدم 2014 بعد فوزه في النهائي على الأرجنتين بنتيجة 1 - 0.
أعلن اعتزاله كرة القدم بنهاية موسم 2017/2016.

## البداية
تميز لام بانطلاقة هادئة نوعاً ما حيث إنضم في صغره لنادي «جيرن مونشن» الذي يقع مقره في الضاحية التي تسكنها عائلته لكنه لم يستمر كثيراً حيث انتقل لصفوف الناشئين بأكبر فرق إقليم البافاريا وهو بايرن ميونخ حيث تم توزيعه مع فريق شباب 11 عام تحت قيادة المدرب يان بيينتا الذي كان مقتنعاً للغاية بإمكانيات اللاعب على الرغم من ضعف بنيته الجسدية فسريعاً ما قلده شارة قيادة الفريق وبقى الحال على ما هو عليه حتى مطلع موسم 2001 حيث تم تصعيده لفريق بايرن ميونخ الثاني.
ظل لام لمدة أربع سنوات يشارك على فترات مع الفريق الأول حيث كان يستعان به في مركز لاعب الوسط المدافع أو في مركز المساك بسبب هيمنه الفرنسي ويلي سانيول على الظهير الأيمن والفرنسي الآخر بيكينتي ليزارازو على الظهير الأيسر في ظل عجز واضح في قلب الدفاع البافاري وهو ما دفع اللاعب للموافقة على عقد الإعارة الذي تقدم به شتوتغارت عام 2003 حيث قضى معهم موسمين شارك في الكثير من المباريات وأصبح من الأوراق المعروفة على مستوى الدوري الألماني وهو ما ساهم في ضمه للمنتخب الألماني لأول مرة.
في الأساس فإن شتوتغارت كان قد طلب استعارة اللاعب ليكون بديلاً للاعب «أنرياس إينكل» في الرواق الأيمن، لكن المدرب الداهية «فيليكس ماجاث» المعروف باكتشافاته المستمرة فضل أن يعطي الفرصة كاملة للظهير القصير الذي كان على قدر الثقة عندما سجل أول ظهور له في البوندزليجا رسمياً في موسم 2003-2004 أمام هانزا روستوك كبديل في الدقيقة 76 بدلاً من لاعب الوسط «سيلفيو مييسنر» ولكن كان الشئ الغريب عندما دفع به ماجاث في مركز الظهير الأيسر لأول مرة كبديل لجيربر في الجولة الرابعة من نفس الموسم ثم عاد ليشركه في لقاء بوروسيا دورتموند في الجولة السادسة ليشارك في اللقاء الكامل الأول له.

## الدوري الألماني
في هذه الأحيان كان الشاب اليافع يعيش أزهى فترات حياته حيث سجل أول مشاركة في دوري أبطال أوروبا أمام مانشستر يونايتد وحصد لقب ثاني أفضل لاعب ألماني لهذا الموسم وساهمت مشاركته المنتظمة في انضمامه للمنتخب الألماني حيث شارك معه في يورو 2004 لكنه تعرض لإصابة انهت موسمه فيما بعد لكن العملاق البافاري كان قد طلب إعادة اللاعب نهاية الموسم قبل حدوث الإصابة وهو الذي خفف من حدة ردة الفعل تجاه هذه الإصابة التي كانت عبارة عن التواء شديد في الكاحل الأيمن.
عاد لام لبايرن ميونخ في يوليو 2005 مصاباً وهو ما اخره في الظهور مع الفريق حتى نهاية نوفمبر 2005 حيث شارك أمام أرمينيا بيليفلد وقدم آداء قوي جعله يشارك ليزارازو مباريات الموسم حيث ظهر في 20 مناسبة كان السبب الرئيسي بعدها في إعارة ليزارازو لمارسيليا الفرنسي ثم اعتزاله اللعب نهائيا فيما بعد.
مرَ لام بالكثير من التغيرات في مركزه كان أهمها عندما اشترى بايرن ميونخ الظهير الأيسر الأساسي للمنتخب الألماني مارسيل يانسن وهو ما نقل لام للجهة اليمنى لفترة الذي تمَ تثبيته فيها بعدها عندما إضطر ويلي سانيول للاعتزال بفعل الإصابة وهو نفس المركز الذي يشغله لام حتى الآن.
وكاد أن ينتقل اللاعب لصفوف برشلونة الإسباني في صيف 2008 لكنه فضل البقاء بعدما تولي يورجن كلينسمان تدريب الفريق ولكن ذلك لم ينفي الاتصالات القوية التي جمعت اللاعب ببرشلونة بالإضافة لتشيلسي الإنجليزي أيضاً.
على صعيد الحياة الشخصية فإن لام من اللاعبين المعروفين بدعم الأطفال من خلال مشاريع خيرية وظهر ذلك جلياً من خلال زيارته لجنوب إفريقيا من قبل بالإضافة لامتلاكه مؤسسة خيرية باسمه لمساعدة الأطفال الذين يحتاجون للدعم المادي.
و خلال بطولة كأس العالم لكرة القدم 2006، سرت إشاعات بأن نادي تشيلسي الإنجليزي يريد ضم فيليب لام إلى صفوفه ولكن الانتقال لم يتم.

## المنتخب الألماني

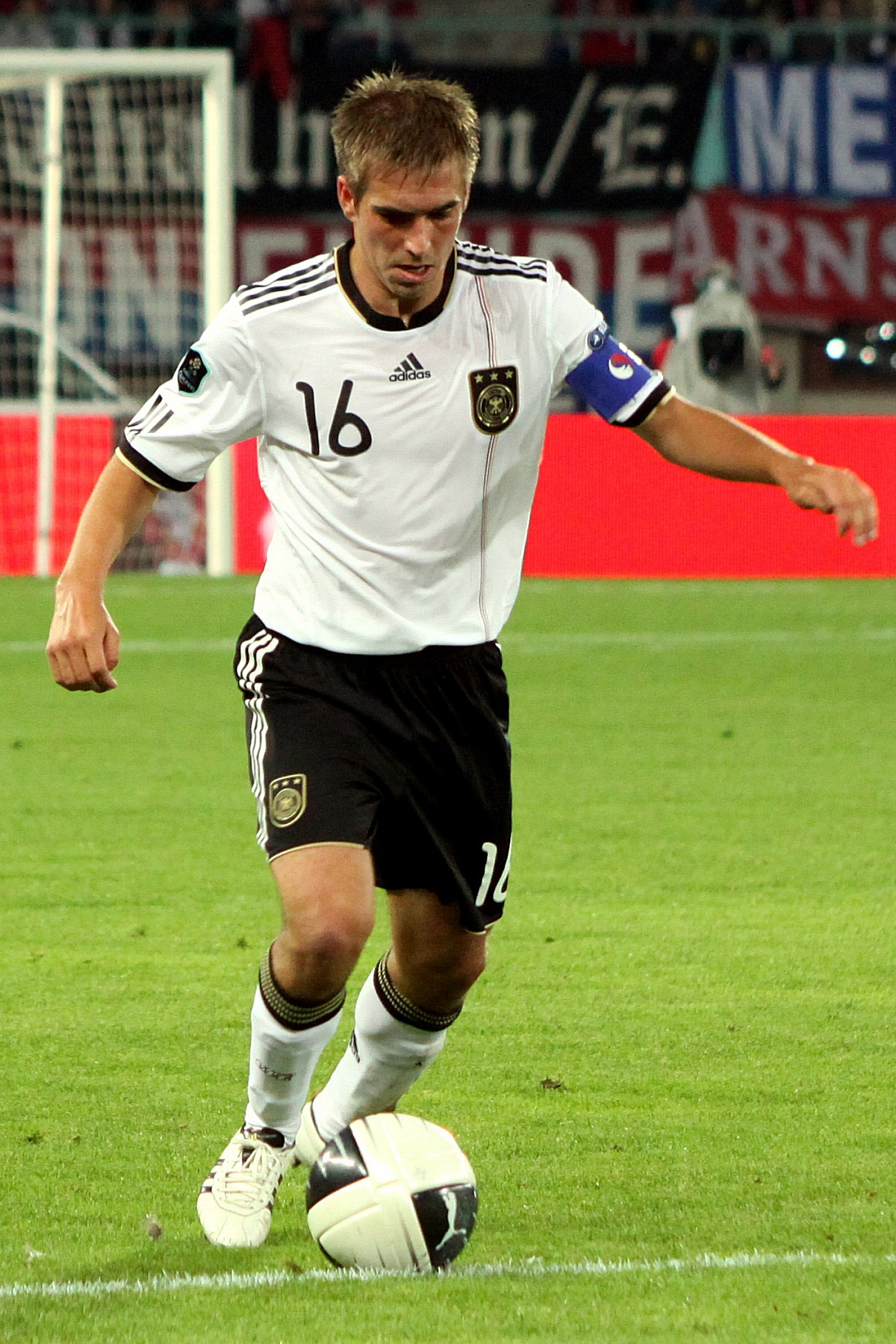
لام بقميص المنتخب الألماني

بعيداً عن تمثيله لمنتخب ألمانيا تحت 21 والذي ظهر معه في بطولة الأمم الأوروبية تحت 19 عام في موسم 2002 وكانت الثلاث مباريات التي لعبها في هذه البطولة هي مجموع مبارياته مع منتخب الناشئين فإن اللاعب يُعد من اللاعبين الكثيري التمثيل مع المنتخب الألماني حيث كانت البداية عندما إنضم للتشكيلة المشاركة في يورو 2004 ولعب كل لقائات الفريق كاملة لكن المنتخب الألماني خيب الآمال بخروجه من دوري المجموعات مبكراً.
فقد لام مركزه في المنتخب الألماني ما بين يناير 2005 ومارس 2006 بسبب الإصابة التي لحقت به وغاب بسببها عن كأس القارات 2005 لكنه سجل عودة قوية جداً في مباراة ودية قبل كأس العالم 2006 وهو ما أجبر يورجن كلينسمان على إبقاءه في مركز الظهير الأيسر وهو الأمر الذي اتى ثماره بغزارة حيث كان اللاعب على موعد مع أول هدف في كأس العالم 2006 في مرمى المنتخب الكوستاريكي بعد 6 دقائق فقط من افتتاح البطولة حيث انطلق بالكرة مراوغاً الدفاع ثم دخل إلى منتصف الملعب وسدد كره بيمناه في الزاوية المواجهة بشكل جعل الجميع يستبشر ببطولة مليئة بالإثارة وهو ما حدث بالفعل بالإضافة لتتويجه بلقب أفضل لاعب في المباراة الافتتاحية وأصبح الألماني الوحيد الذي لعب 690 دقيقة هي جملة مباريات الفريق في هذه البطولة.
وواصل لام تألقه في بطولة الأمم الأوروبية حيث كان أساسياً في معظم المباريات عدا النهائي حيث بدأ البطولة كظهير أيمن لكنه لم يلبث أن تحول للرواق الأيسر ليحل محل يانسين بعد مباراة ونصف وعزز الآداء بهدف في مرمى تركيا في الدور نصف النهائي في الدقيقة 90 وهو الهدف الذي يعتبر من أغلى الأهداف التي سجلها اللاعب للفريق القومي، لكنه تعرض لهجوم كاسح من وسائل الإعلام والنقاد الالمان بعدما هرب منه المهاجم الإسباني فيرناندو توريس مسجلاً هدف الماتادور الوحيد في نهائي البطولة وهو الهدف الذي تسبب في فوز إسبانيا بالبطولة لأول مرة منذ 44 سنة.
يُحسب أيضاً للام أنه كان اللاعب الأساسي في كل لقاءات منتخب بلاده العشرة خلال تصفيات كأس العالم 2010 والتي شارك فيها اللاعب أساسياً أيضاً كظيهر أيمن، أما في يورو 2012 فقد ساعد أداء لام الدفاعي المميز منتخب بلاده للفوز بكامل مباريات تصفيات اليورو العشر، ومن ثم ساهم بوصول المانشافت إلى نصف نهائي البطولة حيث خسر الالمان بنتيجة 2–1 أمام المنتخب الإيطالي.

## إنجازات تحققت بمشاركته
- أبطال الدوري الألماني 2006 -2008 -2010 2012-2013-2014-2015-2016
- كأس ألمانيا 2006- 2008- 2010- 2013
- دوري أبطال أوروبا 2013 -وصيف مرتين (2010 -2012)
- كأس العالم للأندية 2013
- كأس السوبر الأوروبي 2013
- المركز الثالث في نهائيات كأس العالم 2006، 2010
- كأس السوبر الألماني 2010
- كأس الدوري الألماني 2007 -2013
- نهائي بطولة أمم أوروبا 2008 مع منتخب بلاده
- أبطال الدوري الألماني للشباب تحت سن 19 2001، 2002 .
- كأس العالم 2014

## وصلات خارجية
- فيليب لام على موقع IMDb (الإنجليزية)
- فيليب لام على موقع ألو سيني (الفرنسية)
- فيليب لام على موقع قاعدة بيانات الفيلم (الإنجليزية)
- فيليب لام على موقع الاتحاد الدولي (مؤرشف)  (الإنجليزية)
- فيليب لام على موقع الاتحاد الأوربي (الإنجليزية)
- فيليب لام على موقع قاعدة بيانات كرة القدم.إي يو (الإنجليزية)
- فيليب لام على موقع بيانات كرة القدم. دي إي (الألمانية)
- فيليب لام على موقع ليكيب (الفرنسية)
- فيليب لام على موقع ناشيونال فوتبول تيمز (الإنجليزية)
- فيليب لام على موقع Soccerbase.com (لاعب) (الإنجليزية)
- فيليب لام على موقع Soccerway.com (الإنجليزية)
- فيليب لام على موقع عالم كرة القدم.نت (الإنجليزية)
- فيليب لام على موقع AS.com (الإسبانية)
- موقعه الرسمي